# Bilanz der Erwerbs- und Vermögenseinkommen
Unter der  Bilanz der Erwerbs- und Vermögenseinkommen versteht man in der Volkswirtschaftslehre die Teilbilanz der Leistungsbilanz und somit auch der Zahlungsbilanz als Bestandteil der volkswirtschaftlichen Gesamtrechnung eines Landes. Die Bilanz der Erwerbs- und Vermögenseinkommen errechnet sich aus der Differenz der Erwerbs- und Vermögenseinkommen betreffenden Transaktionen, wobei man die Transaktionen ins Ausland von den entsprechenden Zahlungen ins Inland subtrahiert. Die Bilanz umfasst sogenanntes Arbeitseinkommen, also Arbeitsentgelte aus sogenannter unselbständiger Arbeit, und Kapitalerträge, die sich aus Verbindlichkeiten und Forderungen gegenüber dem Ausland ergeben. Darunter fallen zum Beispiel Zinsen, Dividenden, Honorare und Pachten. Die Bilanz umfasst also ausschließlich sogenannte Faktoreinkommen im volkswirtschaftlichen Sinne, allerdings sowohl von staatlichen wie privaten Akteuren.
Deutschland hatte beispielsweise 2012 in der Bilanz der Erwerbs- und Vermögenseinkommen ein Überschuss in Höhe von 64,4 Milliarden Euro, vor allem durch das vergleichsweise hohe deutsche Auslandsvermögen. Die Europäische Union hatte wiederum von 2004 bis 2007 ebenfalls einen Überschuss, bis 2008 die Bilanz mit 41,4 Milliarden Euro im negativen Bereich war. Erst 2010 konnte mit 15,8 Milliarden wieder ein Überschuss erzielt werden.